# Cha Cha de Amor
Cha Cha de Amor – dziewiąty studyjny album piosenkarza Deana Martina nagrany między 18 a 20 grudnia 1961 roku i wydany 5 listopada 1962 roku. Orkiestrę poprowadził i zaaranżował Nelson Riddle. Był to ostatni album nagrany przez Martina dla Capitol Records. 

## Utwory
| A1 | Somebody Loves You                    | 2:34 |
| A2 | My One And Only Love                  | 2:29 |
| A3 | Love (Your Spell Is Everywhere)       | 2:25 |
| A4 | I Wish You Love                       | 2:24 |
| A5 | Cha Cha Cha D'Amour (Melodie D'Amour) | 2:18 |
| A6 | A Hundred Years From Today            | 2:41 |
| B1 | I Love You Much Too Much              | 2:33 |
| B2 | (I Love You) For Sentimental Reasons  | 2:21 |
| B3 | Let Me Love You Tonight               | 2:21 |
| B4 | Amor                                  | 3:10 |
| B5 | Two Loves Have I                      | 2:09 |
| B6 | If Love Is Good To Me                 | 3:04 |